# Rod Cameron
Pour les articles homonymes, voir Cameron.
Rod Cameron (de son vrai nom Nathan Roderick Cox) est un acteur canadien né le 7 décembre 1910 à Calgary (Canada), mort le 21 décembre 1983 à Gainesville (Géorgie) d'un cancer.

## Filmographie
- 1939 : Heritage of the Desert (en) de Lesley Selander
- 1939 : La Vieille Fille (The Old Maid) d'Edmund Goulding
- 1940 : Petite et Charmante (If I Had My Way) de David Butler : Slim
- 1940 : Those Were the Days! (en) de Theodore Reed : Bartlett
- 1940 : La Guerre des diligences (en) (Stagecoach War) de Lesley Selander : Cowboy
- 1940 : Le Mystère de Santa Marta (Rangers of Fortune) de Sam Wood : Homme de main de Shelby
- 1940 : Jimmy le costaud (en) (The Quarterback) de H. Bruce Humberstone : Tex
- 1940 : Les Tuniques écarlates (North West Mounted Police) de Cecil B. DeMille : Cpl. Underhill
- 1940 : Le Gros Lot (Christmas in July) de Preston Sturges : Dick (co-worker)
- 1940 : Life with Henry (en) de Theodore Reed : Bill Van Dusen
- 1941 : Le Singe justicier (en) (The Monster and the Girl) de Stuart Heisler : Sam Daniels
- 1941 : L'Escadrille des jeunes (I Wanted Wings) de Mitchell Leisen : Voix au haut-parleur
- 1941 : Les Justiciers du désert (en) (Riders of Death Valley) de Ford Beebe et Ray Taylor : Un cavalier
- 1941 : La Cité perdue (en) (The Parson of Panamint) de William C. McGann : Porter, Young Prospector, 'Son' in Prologue
- 1941 : Buy Me That Town (en) d'Eugene Forde : Gerard
- 1941 : Rien que la vérité (Nothing But the Truth) d'Elliott Nugent : Un marin
- 1941 : Henry Aldrich for President (en) de Hugh Bennett : Ed Calkins
- 1941 : The Night of January 16th de William Clemens : L'assistant du procureur général
- 1941 : L'Horloge sans aiguilles (en) de Frank McDonald : Tom Reed, contremaître au Ranch
- 1941 : Among the Living de Stuart Heisler : Eddie, L'homme dans le café
- 1941 : Pacific Blackout (en) de Ralph Murphy : Un pilote
- 1942 : The Fleet's In : Sailor
- 1942 : André et les Fantômes (The Remarkable Andrew) de Stuart Heisler : Jesse James
- 1942 : True to the Army : Pvt. O'Toole
- 1942 : Priorities on Parade d'Albert S. Rogell : Stage Manager
- 1942 : La Sentinelle du Pacifique (Wake Island) de John Farrow : Capt. Pete Lewis
- 1942 : La Fille de la forêt (The Forest Rangers) de George Marshall : Jim Lawrence
- 1942 : Au Pays du rythme (Star Spangled Rhythm)  de George Marshall : Petty Officer
- 1942 : Le commando frappe à l'aube (Commandos Strike at Dawn) de John Farrow : Pastor
- 1943 : G-men vs. the Black Dragon : Agent Rex Bennett
- 1943 : La Dangereuse Aventure (No Time for Love) de  Mitchell Leisen : Taylor
- 1943 : The Good Fellows de Jo Graham
- 1943 : Honeymoon Lodge : Big Boy Carson
- 1943 : Secret Service in Darkest Africa : Rex Bennett
- 1943 : Le Cavalier du Kansas (The Kansan) de George Archainbaud : Kelso, Cowhand
- 1943 : Riding High de George Marshall : Sam Welch
- 1943 : Gung Ho! ('Gung Ho!': The Story of Carlson's Makin Island Raiders) de Ray Enright : Rube Tedrow
- 1944 : Boss of Boomtown (en) de Ray Taylor : Steve Hazard
- 1944 : Trigger Trail (en) de Lewis D. Collins : Clint Farrel
- 1944 : Madame Parkington (Mrs. Parkington) de Tay Garnett : Al Swann
- 1944 : Riders of the Santa Fe (en) de Wallace Fox : Matt Conway
- 1944 : The Old Texas Trail : Jim Wiley, aka Rawhide Carney
- 1945 : Beyond the Pecos de Lambert Hillyer : Lew Remington
- 1945 : Les Amours de Salomé (Salome Where She Danced) de Charles Lamont : Jim Steed
- 1945 : Swing Out, Sister : Geoffrey
- 1945 : Renegades of the Rio Grande (en) d'Howard Bretherton : Buck Emerson
- 1945 : La Taverne du cheval rouge (Frontier Gal) de Charles Lamont : Johnny Hart
- 1946 : The Runaround : Eddie J. Kildane
- 1947 : Pirates of Monterey : Captain Phillip Kent
- 1948 : Le Justicier de la Sierra (Panhandle) de Lesley Selander : John Sands
- 1948 : Le Barrage de Burlington (River Lady) de George Sherman : Dan Corrigan
- 1948 : Les Pillards (The Plunderers), de Joseph Kane : John Drum
- 1948 : Belle Starr's Daughter (en) : Bob 'Bitter Creek' Yauntis
- 1949 : Strike It Rich de James Scott (en) : Duke Massey
- 1949 : Panique sauvage au far-west (en) (Stampede) de Lesley Selander : Mike McCall
- 1949 : Brimstone : Johnny Tremaine
- 1950 : Dakota Lil : Harve Logan aka Kid Curry
- 1950 : Short Grass : Steve Lewellyn
- 1950 : Les Écumeurs des Monts Apaches (Stage to Tucson) : Grif Holbrook
- 1951 : La Revanche des Sioux (en) (Oh! Susanna) : Capt. Webb Calhoun
- 1951 : Cavalry Scout (it) de Lesley Selander : Kirby Frye
- 1951 : The Sea Hornet : Gunner McNeil
- 1952 : Fort Osage (en) de  Lesley Selander : Tom Clay
- 1952 : Wagons West (en) de Ford Beebe : Jeff Curtis
- 1952 : The Jungle : Steve Bentley
- 1952 : Woman of the North Country (en) : Kyle Ramlo
- 1952 : Capturez cet homme ! (en) (Ride the Man Down) : Will Ballard
- 1953 : City Detective (série TV) : Detective Lt. Bart Grant (61 épisodes entre 1953 et 1955)
- 1953 : Les Rebelles de San Antone (en) (San Antone) : Carl Miller
- 1953 : The Steel Lady : Mike Monahan
- 1954 : La Caravane du désert (Southwest Passage) de Ray Nazarro : Edward Beale
- 1954 : Hell's Outpost : Tully Gibbs
- 1955 : Santa Fe Passage : Jess Griswold

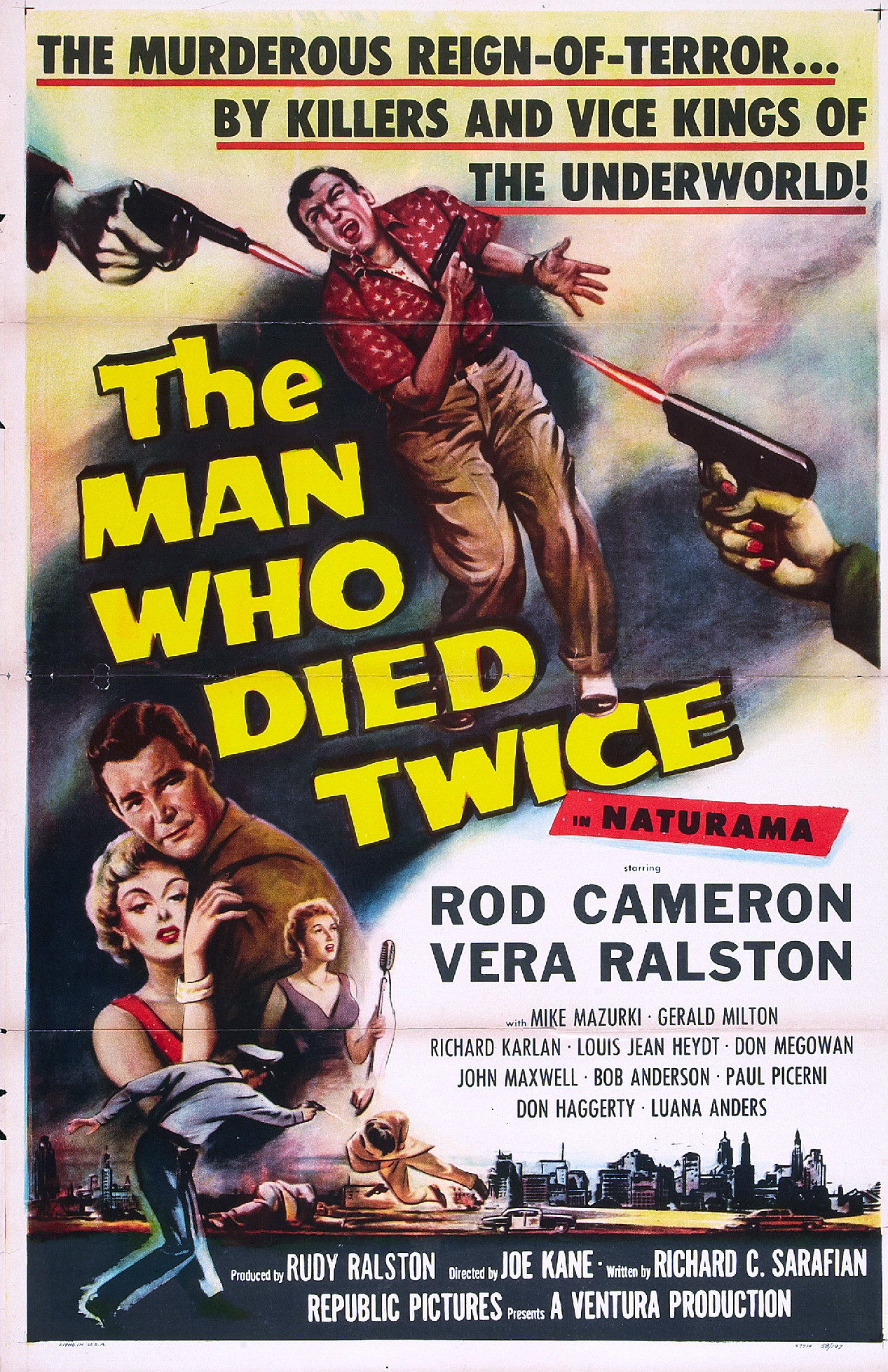
Affiche du film The Man Who Died Twice (1958).

- 1955 : Double Jeopardy de R. G. Springsteen : Marc Hill
- 1955 : Headline Huntersde William Witney : Hugh 'Woody' Woodruff
- 1955 : The Fighting Chance : Bill Binyon
- 1956 : L'Ennemi invisible (Passport to Treason) : Mike O'Kelly
- 1956 : Yaqui Drums : Webb Dunham
- 1957 : La Forêt meurtrière (Spoilers of the Forest) de Joseph Kane : Boyd Caldwell
- 1956 : State Trooper (série TV) : Rod Blake (105 épisodes de 1956 à 1969)
- 1958 : Escapement : Jeff Keenan
- 1958 : The Man Who Died Twice : William 'Bill'Brennon
- 1960 : Coronado 9 (série TV) : Dan Adams (59 épisodes de 1960 à 1961)
- 1963 : Le Justicier de l'Ouest (The Gun Hawk) : Sheriff Ben Corey
- 1964 : Mon colt fait la loi (Le Pistole non discutono) de Mario Caiano : Pat Garrett
- 1965 : Les Sentiers de la haine (Il Piombo e la carne) de Marino Girolami : Nathaniel Masters
- 1965 : Requiem for a Gunfighter : Dave McCloud
- 1965 : The Bounty Killer : Johnny Liam
- 1966 : Tonnerre sur la frontière (Winnetou und sein Freund Old Firehand) d'Alfred Vohrer : Old Firehand
- 1966 : Bonanza (TV) saison 7 épisode 18 (La folle chevauchée 2/2) : Wayde
- 1970 : Le Virginien (TV) saison 9 épisode 06 (Gun quest) : Dunn
- 1971 : The Last Movie de Dennis Hopper : Pat Garrett
- 1971 : Evel Knievel (en) de Marvin J. Chomsky : Charlie Knesson
- 1975 : Jessi's Girls d'Al Adamson : Rufe
- 1975 : Le Tueur démoniaque (Psychic Killer) : Dr Commanger
- 1977 : Love and the Midnight Auto Supply : Sheriff Dawson